# John Dunn-Hill
John Dunn-Hill est un acteur né en 1936 à Glasgow et mort à Montréal le 22 septembre 2015.

## Filmographie
- 1967 : The Voices in the Park (TV) : Heckler
- 1971 : Welcome to the Club : Pvt. O'Malley
- 1974 : Vijf van de Vierdaagse, De
- 1985 : Big Deal : Scottish Thug
- 1986 : The Boy in Blue : Riley Tout
- 1993 : Because Why : Janitor
- 1994 : Squanto: A Warrior's Tale : gouverneur John Carver
- 1994 : Highlander 3 (Highlander III: The Sorcerer) d'Andy Morahan : Loony Napoleon
- 1995 : Grand nord (Les Légendes du Grand Nord) (TV) : O'Malley
- 1995 : Les grands procès (TV) : docteur Burkett
- 1995 : Bullet to Beijing : Louis
- 1996 : Omertà (série télévisée) : Marco D'Ascola
- 1996 : Les Feluettes (Lilies) : Warden
- 1996 : À force d'aimer (Everything to Gain) (TV) : Wilf
- 1996 : Midnight in Saint Petersburg : Louis
- 1997 : For Hire : Larry Sharp
- 1997 : In the Presence of Mine Enemies (TV) : Josef Chinik
- 1997 : L'Amour... et après (Afterglow) d'Alan Rudolph : Derelict in Park
- 1997 : L'Appel de la forêt (téléfilm) de Peter Svatek : Thornton's Partner Hans
- 1997 : Hémoglobine (Bleeders) : Hank Gordon
- 1997 : État d'urgence (The Peacekeeper) : Homeless Man
- 1998 : Going to Kansas City : Ben Dickson
- 1998 : La Déroute
- 1998 : Barney's Great Adventure de Steve Gomer
- 1999 : Omertà, le dernier des hommes d'honneur (série télévisée) : Marco D'Ascola
- 1999 : Grey Owl, celui qui rêvait d'être indien (Grey Owl) : Sim Hancock
- 1999 : Four Days : Santa Claus
- 1999 : La Légende de Sleepy Hollow (The Legend of Sleepy Hollow) (TV) : Old Man, Tavern
- 1999 : Suspicion (The Intruder) : Doctor
- 2000 : Cause of Death : Domenico Vittorio
- 2000 : Maelström : Fishmonger
- 2000 : The Hound of the Baskervilles (TV) : Frankland
- 2000 : Wilder : capitaine Jerry Crandall
- 2001 : Varian's War (TV) : Heinrich Mann
- 2001 : Chroniques de San Francisco (Further Tales of the City) (feuilleton TV) : Rabbit Man
- 2001 : Hysteria: The Def Leppard Story (TV) : Tool Factory Worker
- 2001 : Rivière-des-Jérémie (série télévisée) : John Mitchell
- 2001 : L'Histoire sans fin: Le livre magique (Tales from the Neverending Story) (feuilleton TV) : Carl Coreander
- 2002 : Moïse : L'Affaire Roch Thériault (Savage Messiah) : Old man in farm
- 2002 : Agent of Influence (TV) : Andrei Gromyko
- 2002 : Le Vampire de Whitechapel (The Case of the Whitechapel Vampire) (TV) : Lamplighter
- 2003 : Le Mur du secret (Wall of Secrets) (TV) : Cabbie #1
- 2004 : Fenêtre secrète (Secret Window) : Tom Greenleaf
- 2004 : Eternal : inspecteur Thurzo
- 2006 : 300 : un membre du conseil
- 2008 : Punisher : Zone de guerre (Punisher: War Zone) : Cesare
- 2010 : Incendies : professeur Said Haidar